# Acacia fleckii
Acacia fleckii är en ärtväxtart som beskrevs av Schinz. Acacia fleckii ingår i släktet akacior, och familjen ärtväxter. Inga underarter finns listade i Catalogue of Life.